# Konklawe 1423 (antypapież Klemens VIII)
Konklawe 10 czerwca 1423 – konklawe, które wybrało Klemensa VIII na następcę Benedykta XIII, antypapieża obediencji awiniońskiej w okresie wielkiej schizmy zachodniej.

## Ostatnie lata Benedykta XIII
Antypapież Benedykt XIII nie uznał swojej depozycji, ogłoszonej 26 lipca 1417 przez Sobór w Konstancji i do końca życia uważał się za prawowitego papieża, mimo że w latach 1416-1418 opuścili go wszyscy jego kardynałowie oraz popierający go dotąd monarchowie Aragonii, Kastylii, Nawarry i Szkocji. Pozostała przy nim jedynie garstka zwolenników, a z władców świeckich wierny mu był jedynie Jan IV, hrabia Armagnac. Siedziba Benedykta po 1417 roku znajdowała się w Peniscola koło Walencji. Król Alfons V Aragoński, choć uznał papieża Marcina V i wprowadził blokadę Peniscola, odmówił zastosowania rozwiązania siłowego w stosunku do Benedykta XIII. Wiązało się to z roszczeniami Alfonsa do korony królestwa Neapolu, które było lennem papiestwa. Król traktował antypapieża jako swoją kartę przetargową na wypadek, gdyby Marcin V sprzeciwiał się jego roszczeniom i nadal otaczał go dyskretną protekcją.

## Lista uczestników
Benedykt XIII zmarł 29 listopada 1422 w wieku 80 lat. Dwa dni przed swoją śmiercią zwołał konsystorz, na którym mianował czterech kardynałów spośród wiernych sobie duchownych i zobowiązał ich do wyboru jego następcy. Trzej z nich byli wówczas w Peniscola i uczestniczyli później w konklawe:
- Julián Lobera y Valtierra – kardynał prezbiter Ss. XII Apostoli; protoprezbiter Świętego Kolegium Kardynałów; regent Kamery Apostolskiej
- Ximeno Dahe – kardynał prezbiter S. Lorenzo in Lucina; regent Penitencjarii Apostolskiej
- Domingo de Bonnefoi OCarth – kardynał prezbiter S. Pietro in Vincoli

### Nieobecny
- Jean Carrier – kardynał prezbiter S. Stefano in Monte Celio

## Wybór Klemensa VIII
Śmierć Benedykta XIII była przez kilka miesięcy ukrywana przez jego zwolenników. Dopiero 10 czerwca trzej obecni w Peniscola kardynałowie zgromadzili się na konklawe i wybrali na papieża rekomendowanego im przez króla Alfonsa V archiprezbitera Teruel Gil Sanchez Muñoz, jednego z najwierniejszych towarzyszy Benedykta XIII. Dzięki poparciu Alfonsa V (udzielonemu wbrew stanowisku biskupów aragońskich i królowej Marii Kastylijskiej) jeszcze przez sześć lat podtrzymywał swoje roszczenia do godności papieskiej. Abdykował 26 lipca 1429 i został mianowany biskupem Majorki, którym pozostał aż do śmierci 28 grudnia 1446.

## Benedykt XIV
Czwarty z mianowanych przez Benedykta XIII kardynałów, Jean Carrier, przybył z południowej Francji do Peniscoli dopiero 12 grudnia 1423. Dowiedziawszy się o okolicznościach wyboru Klemensa VIII (zwł. o ingerencji króla Aragonii) uznał go za nieważny i ogłosił, że tylko on, jako jedyny kardynał niesplamiony tym świętokradztwem ma prawo i obowiązek naznaczenia nowego papieża. Po powrocie do Armagnac 12 listopada 1425 potajemnie mianował papieżem zakrystiana z Rodez Bernarda Garniera, który przybrał imię Benedykt XIV. W styczniu 1429 Carrier poinformował o tym fakcie hrabiego Jana IV, który do tego momentu uznawał Klemensa VIII, choć pozostawał protektorem Carriera. Papież Marcin V obłożył hrabiego ekskomuniką i ogłosił przeciw niemu krucjatę. W 1430 Jan IV uległ naciskom i uznał Marcina za papieża. W 1433 Jean Carrier został aresztowany przez hrabiego Foix i zmarł w więzieniu.
Losy Bernarda Garniera pozostają niejasne, jednak najwyraźniej podporządkował się Rzymowi, przynajmniej oficjalnie, gdyż od 1437 ponownie jest udokumentowany jako zakrystian w Rodez, a w późniejszym okresie swego życia wypierał się jakichkolwiek powiązań z Janem Carrierem.